# Progressistes (journal)
Progressistes est une revue scientifique trimestrielle de sensibilité communiste, proche du Parti communiste français. Elle articule les enjeux du monde du travail, de l’environnement, et les avancées scientifiques et techniques.

## Présentation
Elle est fondée par Amar Bellal en 2013 avec le soutien et le parrainage de plusieurs personnalités scientifiques communistes : Jean-Pierre Kahane, Bruno Chaudret, Marie-Claire Cailletaud, Jean-Francois Bolzinger, et Ivan Lavallée. Elle se réclame de la revue scientifique Avancées, dirigée par René Le Guen et à laquelle certains de ces membres ont contribué.
Elle cherche à articuler les enjeux du monde du travail, de l’emploi, de l’industrie, d’une part, celui du développement des avancées scientifiques et techniques, d’autre part, ainsi que celui des grandes questions environnementales et en premier lieu le défi climatique.
Chaque numéro est organisé autour d’un dossier spécifique et des rubriques régulières en lien avec l’actualité,.